# ده نو (خبريز)
ده نو (بالفارسية: ده نو) هي قرية تقع في إيران في قسم خبریز الريفي. يقدر عدد سكانها بـ 211 نسمة .